# Алтуф'євський цвинтар
Алту́ф'євський цвинтар (рос. Алтуфьевское кладбище) — некрополь на північному сході Москви у Північно-східному адміністративному окрузі в районі Бібірево. 
Входить до складу Державного бюджетної установи «Ритуал». Діючий цвинтар закритого типу. Ділянки на цвинтарі можна отримати тільки під родові поховання, купивши їх на аукціонах уряду Москви. Також місця на цвинтарі доступні для родинних підпоховань.

## Історія цвинтаря
Алтуф'євський цвинтар один з найстаріших столичних некрополів У Москві. Ім'я цвинтар отримало від села Алтуф'єво, біля якого воно і було засновано. Село Алтуф'єво згадується у Писцовій книзі 1585 року. У 1786 році село купив князь Степан Куракін. 
Сам цвинтар створено у 1750 році. До складу московських цвинтарів включено у 1978 році. 
Храм Воздвиження Хреста Господнього, розташований на території цвинтаря, побудований у 1750-1763 роках. 
На цвинтарі є поховання XIX століття. 
З 60-х років минулого століття Алтуф'євський цвинтар знаходиться в межах Москви.
При будівництві МКАД частина поховань виявилися на шляху майбутньої магістралі та були перенесені на Ліанозовський цвинтар та інші.

## Час роботи
Щодня з 9.00 до 19.00 у літній період (з 1 травня по 20 вересня), з 9.00 до 17.00 у зимовий період (з 1 жовтня по 30 квітня).
Поховання на цвинтарі здійснюються щодня з 9 до 17 годин.